# Conrad Veidt
Conrad Veidt (22. januar 1893 – 3. april 1943) var en tysk skuespiller, bedst kendt for sine roller i film som Doktor Caligaris Kabinet (1920) og Casablanca (1942).
Han blev født som Hans Walter Conrad Weidt i Potsdam, Tyskland. I perioden fra 1916 og til sin død formåede han at indspille mere end 100 film, af hvilke flere må betragtes som klassikere. Én af de store roller fik han i filmen Manden, der ler fra 1928, en rolle der var inspirationen for Batmans største fjende Jokeren. Veidt medvirkede også i Das Land ohne Frauen fra 1929, Tysklands første talefilm.
Han var gift med en jødisk kvinde og betragtede sig selv som jøde med antinazistiske holdninger, hvilket bevirkede, at han måtte flygte ud af Tyskland i 1933, da hans liv var i fare. Han slog sig ned i England, hvor han fortsatte med at medvirke i film, hvoraf tre film instrueret af Michael Powell må fremhæves: The Spy in Black (1939), Contraband (1940) og Tyven fra Bagdad (1940). Senere flyttede han til Hollywood og døde af et hjerteslag, mens han spillede golf i Los Angeles i en alder af 50 år.